# Gryllus cohni
Gryllus cohni is een rechtvleugelig insect uit de familie krekels (Gryllidae). De wetenschappelijke naam van deze soort is voor het eerst geldig gepubliceerd in 1980 door Weissman, Rentz, Alexander & Loher.